# Episodi di Belcanto
La serie televisiva Belcanto, composta da 8 episodi, viene trasmessa in prima visione e in prima serata su Rai 1 dal 24 febbraio al 17 marzo 2025.
| nº | Titolo                | Prima TV         |
| -- | --------------------- | ---------------- |
| 1  | La regina della notte | 24 febbraio 2025 |
| 2  | Ave Maria             | 24 febbraio 2025 |
| 3  | Don Giovanni          | 3 marzo 2025     |
| 4  | Casta Diva            | 3 marzo 2025     |
| 5  | La Cenerentola        | 10 marzo 2025    |
| 6  | Il flauto magico      | 10 marzo 2025    |
| 7  | Viva Verdi            | 17 marzo 2025    |
| 8  | Va, pensiero          | 17 marzo 2025    |

## La regina della notte
Napoli (1847): Maria e le sue due figlie, Antonia e Carolina, si guadagnano da vivere come truffatrici di strada insieme al padre delle ragazze, Iginio Cuoio, uomo prevaricatore e violento. L'affetto di Maria è solo per la figlia più grande Antonia, mentre con Carolina è fredda e distante. L'unica cosa che desidera Maria è fare di Antonia una grande cantante lirica. 
Quando Iginio scopre l'audizione di canto lirico di Antonia per Regina della Notte, che potrebbe portarla a calcare i palchi dei più prestigiosi teatri di Milano, punisce la figlia impedendole di presentarsi al secondo provino e picchiando la moglie per l'ennesima volta. A questo punto Carolina, pur di salvare la madre (che l'ha sempre trascurata tanto da non insegnarle né a leggere né a parlare come si deve in italiano) e la sorella (con la quale invece ha un ottimo rapporto) dalla miseria in cui vivono, decide di rivolgersi a Saverio, un giovane ragazzo di cui si innamora (ricambiata). Saverio prepara Antonia alla Casta Diva, purtroppo il ragazzo scopre disperato che suo zio intende portarlo a Roma e farlo castrare affinché possa diventare una grande voce bianca.
Saverio, innamorato di Carolina e desiderando con lei un futuro, vuole sottrarsi a questo destino, Carolina gli promette che lo porterà con lei a Milano, sarà Antonia a mantenerli quando sarà una grande cantante. Le cose però non vanno come lei si aspettava: Antonia supera l'audizione ma Maria non può farsi carico delle spese di viaggio portando con loro anche Saverio e Carolina, infatti a Milano ci andrà da sola con Antonia, si limita solo (in maniera poco convincente) a promettere alla secondogenita che le raggiungerà a Milano quando Antonia avrà più stabilità come cantante.
Iginio, scoperto dell'imminente viaggio a Milano, dato che già da un po' teneva d'occhio Maria, decide di fermarla con le maniere forti. Carolina durante una delle esibizioni di Iginio davanti al pubblico, mentre quest'ultimo si fa mordere da un serpente velenoso, non gli dà l'antidoto lasciandolo morire. Adesso Maria e Antonia possono partire per Milano, ma Iginio, rivelandosi ancora vivo tenta di impedirlo arrivando a diventare estremamente brutale. Il suo corpo ha una forte tolleranza al veleno di serpente, ecco perché non è morto, si avventa contro Maria e quindi, per proteggere sua madre, Carolina pugnala al fianco sinistro suo padre uccidendolo. Maria dà fuoco al cadavere di Iginio e ora si vede costretta a fuggire a Milano con entrambe le figlie mentre Carolina deve separarsi dal suo amato Saverio.
- Altri interpreti: Ciro Capano (Poltronieri), Vincent Papa (maestro di cappella), Claudio Caporizzo (zio di Saverio) Angelo Iannace (il Custode del Teatro)
- Ascolti: telespettatori 3 574 000 – share 20,69%.[2]

## Ave Maria
Durante la fuga, Maria, Antonia e Carolina incontrano Domenico Bernasca, proprietario della locanda “La mano di ferro” il quale trasporta sul proprio carro dei fucili. Le autorità sono sul punto di perquisire il carro, ma per evitare che trovino i fucili Maria si finge sua moglie mentre Antonia e Carolina le figlie, quest'ultima astutamente finge di stare male (uno dei trucchi che usavano quando facevano le truffatrici a Napoli) e quindi le autorità li lasciano passare credendo che alla ragazza servano urgentemente delle cure mediche. Domenico non ha altra scelta che dare loro un passaggio a Milano, e una volta in città, devono però accettare che Antonia ha perso il ruolo ottenuto dal provino sostenuto a Napoli, e sono costrette a chiedere aiuto proprio a Domenico, che offre vitto e alloggio, in cambio lavoreranno alla taverna.
Maria va in una sartoria per procurarsi degli abiti eleganti, a gestirla è la sua vecchia amica Vera, la quale le suggerisce di chiedere aiuto per Antonia o al tenore Giacomo Lotti (ma Maria si rifiuta) o al famoso maestro di canto Crescenzi, le cui allieve debuttano a La Canobbiana o a La Scala. Maria si reca insieme alle figlie al Caffè degli Artisti, dove Antonia attira l'attenzione del colonnello austriaco Pavel Falez fermandosi a parlare con lui, mentre Crescenzi, dopo un dialogo con Maria, non si mostra interessato a prendere la giovane come allieva giudicandola priva di ambizione non avendola incontrata; uscendo dal palazzo Maria incrocia Giacomo, che la riconosce, ma lei, scossa, lo ignora e se ne va.
Intanto Carolina, mentre passeggia per strada, ripensa a Saverio e si mette a cantare l’Ave Maria di Schubert, incantando i passanti e attirando anche il maestro Crescenzi e il giovane scrivano e intellettuale Enrico De Marchi. Successivamente Carolina, poiché analfabeta, si rivolge a Enrico perché le scriva una lettera e mettersi in contatto con Saverio. Invece Enrico si reca da Domenico, poiché quest'ultimo usa la cantina della locanda per vendere sottobanco le armi che servono ai rivoluzionari che combattono contro la dominazione austriaca, tra i quali c'è la sorella di Enrico. Intanto Maria decide di chiedere aiuto a Giacomo, che si offre di far inserire Antonia in un'audizione privata alla dimora dei marchesi Bellerio, e si congeda all'arrivo della moglie di Giacomo, la contessa Alida Visconti, costretta su una carrozzina.
Poco prima dell'audizione Falez rivede e corteggia Antonia, la quale conosce Maddalena, figlia dei Bellerio, con cui nasce un'immediata antipatia specialmente riguardo al colonnello, ufficialmente legato alla marchesina, tra l'altro anche Maddalena è una brava cantante e allieva di Crescenzi. Maddalena cerca di screditare Maria, Antonia e Carolina di fronte ai presenti dopo aver scoperto per caso la loro condizione precedente, ma Crescenzi riconosce Carolina (intervenuta in difesa della sorella) e dichiara che accetterà Antonia come sua allieva soltanto se Carolina si esibirà seduta stante. 
La ragazza canta nuovamente l’Ave Maria e il maestro prende anche lei. Tutti rimangono catturati dal talento di Carolina, tanto che Crescenzi accetta entrambe le sorelle come sue allieve. Tuttavia, ancora una volta, Maria non mostra nessun segno di approvazione verso Carolina, per lei questa è principalmente la grande opportunità di Antonia, intimando a Carolina di non essere di intralcio alla sorella maggiore.
- Altri interpreti: Julia Messina (Vera), Manuel Novarini (gendarme), Linda Gennari (Letizia Bellerio).
- Ascolti: telespettatori 3 574 000 – share 20,69%.[2]

## Don Giovanni
Maria, dopo un primo rifiuto, pur di riuscire a pagare le lezioni per le sue due figlie accetta la proposta della marchesa Bellerio di lavorare come domestica.
Durante la prima lezione di canto, Crescenzi scopre che Carolina è analfabeta e le impone di mettersi al passo con le altre, altrimenti non potrà tenere né lei né Antonia; venutolo a sapere, Domenico regala alla giovane un abbecedario per imparare a leggere e scrivere, ma Maria si mostra piuttosto impaziente. Carolina chiede a Enrico di leggerle la lettera invitatale dal conservatorio dove Saverio studiava, in cui le viene comunicato che il ragazzo è effettivamente andato a Roma con lo zio, ma lo scrivano mente e, per non darle un dispiacere, le dice che Saverio è divenuto irreperibile anche per lo zio; poi si offre di insegnarle a leggere e scrivere.
Maddalena, pur sapendo che Maria non vuole che le figlie sappiano che ora lavora come cameriera a casa sua, invita Antonia e Carolina a prendere un té durante il quale provoca Maria alla presenza anche di Falez e Giacomo. Quest'ultimo, per cercare di toglierla dall'imbarazzo, la invita a cantare mentre lui suona il piano. Maria rivela di avere talento, ma ha un piccolo malessere e si ritira in un'altra stanza; Giacomo si mostra dispiaciuto, ma Maria lo accusa di averla “uccisa” per la seconda volta dopo averlo già fatto anni prima, andandosene dopo avergli dato uno schiaffo.
Prima che inizi un'altra lezione di canto, Maddalena insulta pesantemente Antonia e Carolina accusandole di essere delle poco di buono, tanto che la seconda le dà una testata facendole sanguinare il naso. Carolina è costretta a chiederle scusa, ma Crescenzi (il quale tiene alla disciplina tanto quanto al talento) si vede obbligato a imporre a lei e alla sorella un periodo di sospensione; oltretutto, la marchesa Bellerio licenzia Maria.
Antonia chiede a Giacomo di mettere una buona parola per lei e la sorella con Crescenzi, e farle così riammettere in anticipo alle lezioni di canto. Intanto Carolina conosce Olimpia, sorella di Enrico che si sta nascondendo da lui poiché è ricercata dalle guardie austriache, e poi, avendo intuito che la madre nasconde qualcosa sul suo passato, chiede aiuto a Enrico e grazie a lui scopre che Maria era una promessa della lirica e che è stata allontanata dalla compagnia pochi giorni prima del debutto come protagonista della Norma. Enrico spiega a Carolina che uno dei motivi per i quali le cantanti vengono estromesse dalle compagnie è quando sono in stato di gravidanza: Carolina intuisce allora che la madre era già in attesa di Antonia.
Quella stessa sera, Carolina affronta la madre accusandola di averla sempre disprezzata perché lei è figlia di Iginio, mentre Antonia lo è di Giacomo. Allora Maria le racconta che, cresciuta in orfanotrofio dalle suore, a sedici anni capì che grazie al canto poteva riscattare la sua vita, decise di diventare una soprano. Nell'ambiente artistico trovò anche l'amore in Giacomo, ma quando lei fu finalmente scelta per debuttare a La Scala con la Norma invece Giacomo venne tagliato fuori e, nonostante le dicesse che l'amava, la tradì con la contessa Visconti, più ricca e grande di lui, così da avere la strada spianata. Maria provò a far finta di niente, ma quando si accorsero delle sue nausee la buttarono fuori dallo spettacolo e le si chiusero tutte le porte. Rimasta incinta fuori dal matrimonio, Iginio fu l'unico che la aiutò, anche se col tempo divenne crudele, fu costretta a diventare la sua amante e rimase incinta di Carolina. Maria tentò di fuggire subito dopo la nascita di Carolina, avendo tra l'altro superato il provino per un'altra compagnia, ma Iginio lo scoprì e fece in modo che non potesse farlo più: la legò alla ruota di un carro sotto la pioggia compromettendo così la sua voce. 
Dopo aver ascoltato questa storia Carolina comprende che, essendo lei la figlia che Maria ha avuto dall'uomo che l'aveva trattata tanto male, non è stata capace di amarla, ammette però che la compatisce, perché indipendentemente da tutto Maria deve rassegnarsi a essere sua madre.
- Altri interpreti: Linda Gennari (Letizia Bellerio), Neva Leoni (Olimpia De Marchi).
- Ascolti: telespettatori 3 700 000 – share 20,84%.[3]

## Casta Diva
Decisa a tornare a Napoli da Saverio, Carolina tenta di scappare rubando il denaro di Domenico, ma Antonia, che ha saputo dalla madre di essere in realtà figlia di Giacomo, la ferma in tempo e la convince a rimanere a Milano. Antonia le vuole troppo bene, non vuole rinunciare a Carolina, che infatti sceglie di rimanere dato che Antonia altrimenti sarebbe partita per Napoli insieme a lei. Tornate alla locanda, Carolina dichiara di non voler più frequentare le lezioni di canto dato che secondo la madre solo Antonia ha talento e deve cantare. Crescenzi annuncia alle allieve che, come ogni anno, il principe Richter trascorrerà il Natale a Milano e le ha invitate alla sua gara musicale, eppure solo una di loro potrà partecipare: colei che vincerà la gara avrà la strada spianata per il successo.
Maria e Antonia vengono portate al palazzo di giustizia con l'accusa di gioco d'azzardo e aggressione verso un pubblico ufficiale, infatti per racimolare un po' di soldi Maria aveva messo in piedi una bisca, vengono ritenute possibili rivoluzionarie o ricercate poiché prive della carte di sicurezza. Tuttavia Domenico, informato da Carolina del fatto che loro tre sono dovute fuggire da Napoli dopo aver ucciso il padre di lei per legittima difesa, si procura i documenti necessari. Il tutto si risolve come un malinteso, e Falez raccomanda a Maria di evitare altre situazioni del genere. Domenico mostra a Maria una lanterna magica e le confida di aver perso la moglie e la figlia per malattia; la donna gli propone di aumentare gli incassi della locanda con degli spettacoli accompagnati dalla musica.
Carolina salva Olimpia dall'arresto di alcune guardie fingendo che gli indumenti femminili che stanno nella casa di Enrico siano suoi, e per rendere più credibile la cosa bacia il ragazzo. I due poi, come anche Antonia, vanno a vedere Giacomo esibirsi in L'elisir d'amore; al termine dello spettacolo Enrico bacia Carolina, che lo saluta sbrigativamente. Nel frattempo Antonia (che ha detto a Giacomo di essere sua figlia, contro il volere della madre, e venendo in un primo tempo respinta dall'uomo) continua a guadagnarsi la fiducia e l'affetto di Giacomo, il quale la vede come una possibile via per riavvicinarsi a Maria.
Carolina, rivalutando la possibilità di diventare una cantante, chiede a Crescenzi di riprenderla come allieva, egli vedendo l'insistenza della ragazza, dopo l'iniziale rifiuto, accetta ma questa volta le dà delle lezioni private avendo notato la testardaggine di Carolina e aver avuto prova che la ragazza ha imparato a leggere, seppur con qualche difficoltà. Convinta delle proprie capacità, Antonia partecipa alla selezione del maestro per la gara musicale del principe Richter, ma ormai il divario tra le due sorelle è troppo marcato, Crescenzi sceglie Carolina che prende il posto della sorella. Inizialmente Carolina rifiuta, non intende fare un torto alla sorella, ma Crescenzi le fa capire che il canto è anche competizione, la costringe ad accettare perché, se avesse rifiutato, non sarebbe stata comunque Antonia la seconda scelta ma Maddalena. Carolina tenta di avvisare la sorella di questo cambio, ma Antonia desidera cantare sperando che Giacomo possa ascoltarla, tuttavia esce dal teatro perché convinta di dover parlare col padre: in realtà si tratta della moglie di Giacomo, la contessa Visconti, che la informa che il marito ha rinunciato a vederla e ha preferito restare a casa, lasciandole un biglietto e dei soldi.
Crescenzi si vede costretto a far cantare Antonia dato che Carolina, alla luce del dolore della sorella per la mancata presenza di Giacomo, aveva rifiutato. Ciò si rivela uno sbaglio, Antonia è troppo sconvolta e inizia a cantare la sua aria ma si interrompe dopo pochi secondi. Il principe Richter annuncia di voler far esibire una cantante mascherata, Sarrasine, che canta Der Hölle Rache kocht in meinem Herzen riscuotendo grandi consensi, e che sta per essere nominata vincitrice dal principe.
Quando Crescenzi fa notare a Carolina che il suo rifiuto di esibirsi probabilmente ha pregiudicato la sua aspirante carriera e quella di Antonia, la ragazza si fa coraggio e accetta di cantare, infatti Crescenzi convince Richter a farla esibire. Carolina canta Casta Diva, commuovendo tutti e venendo incoronata vincitrice mentre Antonia la guarda con invidia. Maria si avvicina a Carolina e le accarezza il viso mentre Enrico si congratula con lei e la bacia, suscitando l'immediato risentimento di Sarrasine che si precipita in camerino e si toglie gli abiti di scena rivelando di essere Saverio, che scoppia in lacrime.
- Altri interpreti: Nicolò Galasso (caporale Cernigoi), Neva Leoni (Olimpia De Marchi).
- Ascolti: telespettatori 3 700 000 – share 20,84%.[3]

## La Cenerentola
Carolina viene scelta per La Canobbiana interpretando la protagonista ne La Cenerentola, in quello che sarà il suo debutto ufficiale, finalmente otterrà anche dei guadagni. Antonia rivela alla madre che la sera della gara musicale del principe Richter suo padre ha mandato la moglie per farle dire che è una bugiarda e dandole dei soldi per stargli lontana. Maria restituisce a Giacomo i soldi minacciandolo, se non volesse ricucire il rapporto con Antonia, di rivelare a tutti che uomo è in realtà, un arrampicatore sociale che si è svenduto pur di far carriera. Successivamente, Giacomo dice ad Alida che Maria gli ha dato l'unica cosa che lei non potrà mai dargli: una figlia.
Una notte Olimpia, travestita da ragazzo, viene ferita da un austriaco e viene soccorsa da Carolina, che la nasconde nella cantina della locanda. Iniziano le prova per La Cenerentola dove Carolina si guadagna l'ammirazione dei colleghi per il suo talento, tuttavia non si fa illusioni, è consapevole che Maria è adirata con lei perché la ritiene responsabile di aver privato Antonia dell'opportunità di conquistare il successo: infatti Maria non perde occasione per criticare Carolina non soddisfatta di come si stia preparando, anche se lei è un po' felice dato che finalmente Maria le sta dedicando delle attenzioni. Carolina in parte sente di aver tradito Antonia avendo accettato il ruolo di protagonista ne La Cenerentola e avendo così contemporaneamente deluso Maria, tuttavia Enrico cerca di farle capire che deve cambiare modo di pensare: lei merita il successo e deve cantare in funzione del proprio talento e non per compiacere la sorella e la madre.
Maddalena chiede a Carolina (con la promessa che verrà ben pagata) di cantare alla sua festa di fidanzamento con Falez perché il principe Richter vuole sentirla cantare Duetto buffo di due gatti insieme a Sarrasine ricevendo gli applausi dei presenti. Antonia diventa molto invidiosa nei confronti della sorella, dà libero sfogo alla propria meschinità accusandola di avere la coscienza sporca perché le ha rubato il posto che riteneva le spettasse alla gara musicale del principe Richter, aggiungendo che si è voluta mettere in mostra e dicendole con cattiveria che non avrà mai gli applausi né da lei né dalla loro madre. Giacomo ottiene per Antonia la parte di una delle sorellastre di Cenerentola; Domenico lo avverte di non far soffrire nuovamente Maria e Antonia, e Giacomo risponde che non ha intenzione di farle rimanere alla locanda.
Al ricevimento per il fidanzamento tra Maddalena e Falez, quest'ultimo istiga Antonia, nervosa sia per il futuro matrimonio del colonnello con Maddalena che per la parte ottenuta da Carolina anziché da lei, a fare di tutto per ottenere ciò che vuole. Durante il banchetto e dopo l'esibizione di Carolina e Sarrasine, il principe Richter chiede a entrambi di togliersi le maschere da gatto, così Carolina scopre che Sarrasine in realtà è Saverio. Lo rincorre per chiedergli perché sia arrabbiato con lei, e in questo frangente la ragazza scopre che Saverio è stato castrato e che quindi Enrico le aveva mentito quando aveva letto la lettera. Carolina affronta Enrico, e subito dopo Domenico scopre che Olimpia è nascosta nella cantina; Carolina lo prega di non dire nulla, chiedendogli di farlo per lei, e lui accetta purché Olimpia se ne vada non appena tornerà in salute.
Carolina spiega a Saverio il motivo per cui non l'ha raggiunto al molo: dopo aver ucciso il padre per difendere Maria, ha dovuto fuggire per non essere catturata dalle guardie, anche se ciò l'ha addolorata perché l'unica cosa che voleva era stare con lui; inoltre gli dice che la ragione per cui ha iniziato a cantare è perché quando lo fa pensa a lui. Saverio e Carolina tentano di essere amici, lui le mostra la tenuta di Richter dove adesso Saverio vive (dato che Richter gli fa da mecenate) ma la cosa diventa imbarazzante quando lui e Carolina provano a fare l'amore, naturalmente Saverio non può farlo. Saverio, sentendosi umiliato decide di partire per la Germania. 
Antonia scopre il nascondiglio di Olimpia e riceve da Saverio una lettera per Carolina. Antonia spinge Carolina a raggiungere Saverio dicendole che sarà lei a sostituirla durante le prove de La Cenerentola, così la madre non rimarrà delusa; Falez riafferma ad Antonia che non deve farsi scrupoli di alcun tipo. Carolina scongiura Saverio di rimanere, e alla fine lui accetta. Enrico si scusa con Carolina ribadendo di averle mentito per non farla soffrire, e lei gli rivela che Saverio l'ha perdonata e che ormai lui l'ha perduta. Antonia rivela a Falez il nascondiglio di Olimpia, che durante la fuga viene uccisa proprio dal colonnello.
- Altri interpreti: Linda Gennari (Letizia Bellerio), Nicolò Galasso (caporale Cernigoi), Neva Leoni (Olimpia De Marchi), Sergio Leone (Pietro Malvezzi).
- Ascolti: telespettatori 3 532 000 – share 20,23%.[4]

## Il flauto magico
Carolina informa Enrico della morte di Olimpia; al funerale della sorella, al quale sono presenti Domenico, Carolina, Maria, Antonia ed Enrico, quest'ultimo nota come Antonia sia stranamente sconvolta (affranta dal rimorso di aver causato la morte di Olimpia). Falez annuncia a Carolina che essendo ritenuta complice dei rivoluzionari le sarà proibito di esibirsi nei regi teatri, quindi la sua parte andrà ad Antonia. Tutti i cantanti della compagnia sono dispiaciuti che Carolina debba andarsene e la salutano; uno di essi, il tenore Salvi, nota Antonia appartata con Falez, intuendo che è stata raccomandata dal colonnello.
La locanda viene chiusa. Maria se la prende con Carolina, ma Domenico ammette che lui sapeva di Olimpia e le chiede di trattare meglio la figlia, che nonostante tutto le vuole bene. Dopo una breve visita di Giacomo, Domenico dice a Maria che lei e le figlie dovrebbero andare con lui, non sentendosi portato per la vita di famiglia; la donna gli dice che non è colpa sua se sua moglie e sua figlia sono morte di malattia, ma Domenico le rivela che la moglie si è suicidata dopo la morte della figlia, e lui si sente in colpa perché dopo la perdita della bambina si era chiuso nel suo dolore e non aveva capito quello della compagna. Per questo quando Carolina gli ha chiesto di proteggere Olimpia lui ha acconsentito. Allora Maria gli chiede di continuare a combattere.
Carolina trova Enrico distrutto dalla morte della sorella, sentendosi privato dell'unica cosa che aveva; Carolina prova a tirargli su il morale e lo bacia. Maria esorta Carolina a dare una mano alla locanda, perché può essere salvata pagando una multa salata; la giovane confida alla madre di non essere sicura di volere cantare per il principe Richter insieme a Saverio anche se gli vuole bene fin da piccola, perché con Enrico prova qualcosa di molto diverso. Antonia raggiunge Falez in ufficio dicendogli che teme che Salvi riveli tutto, ma il colonnello dubita che il tenore abbia il coraggio di mettersi contro di lui perché altrimenti lo avrebbe già fatto, poi ripete ancora che loro due sono simili: determinati, ambiziosi e senza vergogna. Dopodiché si baciano e Antonia si concede intimamente a lui, anche se Maddalena è consapevole che Falez le è infedele, la cosa non le crea disturbo.
Enrico confida a Carolina che crede in un coinvolgimento di Antonia nella morte di Olimpia, ma lei è convinta che la sorella sia innocente. Per raccogliere i soldi necessari per salvare la locanda, Carolina decide di cantare un duetto de Il flauto magico con Saverio, comportandosi comunque affettuosamente. La vicinanza tra Carolina e il suo vecchio amico d'infanzia, suscita un po' la gelosia di Enrico, il quale parlando con la ragazza le dice chiaramente a cuore aperto che quello che c'è tra di loro, compreso il bacio, non è qualcosa di insignificante e che Saverio forse non potrà amarla con la stessa forza di cui si sente capace Enrico. Durante le prove, Antonia si comporta in modo molto arrogante e litiga con Salvi, egli non è per niente contento di lavorare con lei, Antonia non è all'altezza di Carolina che a suo dire al contrario della sorella maggiore ha il "vero talento". Salvi dichiara apertamente di non voler lavorare con Antonia chiamandola davanti a tutti "raccomandata" con Enrico che aveva assistito al litigio dagli spalti e che ora ha la prova che Antonia e Falez sono amanti. Antonia se ne va sotto lo sguardo spiazzato dell'impresario e dei cantanti. Il giorno dopo Enrico va al Caffè degli Artisti e parla con Salvi, il quale ha voluto lasciare lo spettacolo senza ribellarsi, Antonia non ha il talento di Carolina, e gli confessa che Antonia è l'amante di Falez.
Gli affari della locanda riprendono grazie alla roulette acquistata da Domenico, che una sera finisce a letto con Maria; lui afferma di essersi innamorato di lei quando ha visto cosa era disposta a fare per proteggere le sue figlie. Intanto, Giacomo sostituisce Salvi e canta insieme alla figlia. Due uomini amici di Olimpia parlano con Enrico, che vuole combattere anche in onore della sorella, il quale rivela di sapere che a uccidere Olimpia è stato Falez dopo essere stato informato da Antonia: i due elimineranno il colonnello, mentre lui si occuperà della ragazza. Giacomo porta Maria e Antonia al Caffè degli Artisti.
Poco prima del debutto di Antonia, Maddalena le regala un mazzo di narcisi per prenderla in giro affermando che questi fiori sono i primi a sbocciare e i primi ad appassire, mentre Falez, rimasto solo con lei, le dà un fermaglio dorato con due serpenti, che il colonnello paragona a loro due; poco dopo arriva anche Carolina per fare gli auguri alla sorella, la quale si incupisce e dice di non meritare il suo affetto. Durante la rappresentazione, Enrico si appresta a sparare ad Antonia ma viene fermato da Carolina, che lo sfida a sparare a lei se avesse il coraggio. Dopo averle dichiarato un'altra volta il suo amore, Enrico, distrutto, rivela a Carolina che è colpa di Antonia, amante di Falez, se Olimpia è stata uccisa. Pochi istanti dopo, gli amici rivoluzionari di Olimpia sparano alcuni colpi facendo andare la folla in panico, che si dilegua ed Enrico fugge via. Antonia scoppia a piangere e si rifugia in camerino dove, raggiunta da Carolina, confessa alla sorella di aver venduto Olimpia agli austriaci per prendere il suo posto allo spettacolo, credendo che l'avrebbero solo arrestata e non uccisa. Carolina, disgustata e furiosa, le dà uno schiaffo ignorando le suppliche di perdono di Antonia dicendo che ha sempre voluto più bene a sua sorella che a se stessa, ma che da adesso, con questo suo tradimento, per lei è morta per sempre. Carolina poi va via ignorando con rabbia la madre Maria, che assiste scossa alla scena.
- Altri interpreti: Manuel Novarini (gendarme), Nicolò Galasso (caporale Cernigoi), Sergio Leone (Pietro Malvezzi), Mauro Racanati (Tullio Magi), Stefano Dilauro (Arturo).
- Ascolti: telespettatori 3 532 000 – share 20,23%.[4]

## Viva Verdi
Maria, ora che ha scoperto che Antonia è stata la responsabile della morte di Olimpia, sconvolta dalla crudele azione della figlia, ha capito che avendo condizionato e influenzato Antonia con le proprie ambizioni, ha fallito come madre. Antonia giura che non voleva la morte di Olimpia, ha agito così perché voleva realizzare il sogno di Maria temendo che se fosse stata Carolina a esibirsi come protagonista ne La Cenerentola quest'ultima avrebbe fallito. La conversazione viene interrotta da Domenico che mette Antonia davanti alla sua ipocrisia perché anche se afferma di aver agito per riscattare i sacrifici di sua madre la realtà dei fatti è che ha solo tradito Carolina per interesse personale, infine, disgustato, la manda via dalla locanda affinché si assuma le sue responsabilità intimando poi Maria a fare la scelta giusta con Carolina, che ora nutre solo rancore e sfiducia verso di lei.
Intanto Carolina incontra segretamente Enrico. Quest'ultimo e gli altri rivoluzionari decidono di partire per la Svizzera, quindi Carolina e Saverio li aiutano portandoli a destinazione viaggiando con loro sulla carrozza del principe Richter. Antonia si esibisce con Giacomo, all'apparenza sembra un trionfo, ma Maria scopre che è tutto artificioso: è Falez che con la sua influenza sta direzionando la carriera di Antonia, dato che è la sua amante.
Maria, non volendo che Antonia prenda una cattiva strada e che la sua reputazione ne risenta, chiede a Giacomo di riconoscerla ufficialmente come sua figlia, almeno così Antonia non avrà più bisogno di Falez per affermarsi. Lui sarebbe disposto ad accettare, ma solo se Maria tornerà con lui. Domenico si mette a provocare Giacomo affermando che, se lui amasse veramente Maria e Antonia, riconoscerebbe quest'ultima senza la certezza di poter riavere Maria al suo fianco. Intanto Carolina, Saverio e Enrico trascorrono una piacevole notte in una taverna divertendosi, ma il mattino seguente quando Saverio esce per un giro di ricognizione, cade in una trappola di Falez e dei suoi uomini.
Falez gli promette che lo lascerà libero, e con lui Carolina, ma deve consegnargli Enrico e i suoi complici. Saverio, per salvare Carolina accetta. Falez e i suoi uomini riescono così ad arrestarli, ma lascia libero Enrico, facendo credere agli altri rivoluzionari che è stato lui a tradirli, così saranno proprio loro a ucciderlo quando si spargerà la voce. 
Alida tenta di convincere Giacomo a mettere le distanze da Antonia e Maria avendo organizzato per lui una serie di esibizioni nei migliori teatri del Sudamerica, ma Giacomo ha deciso di lasciarla, vuole solo stare con Maria e con la figlia. Tuttavia Alida gli rivela che Maria e le sue figlie, a Napoli, erano implicate in un caso di omicidio (quello di Iginio). Saverio e Carolina vanno alle Grotte dei Mulini Asciutti dove Enrico sta per essere giustiziato dai suoi compagni, credendo erroneamente che sia un traditore. Carolina, disperata, gli si para davanti pronta anche a morire con lui, arrivando appena in tempo per salvarlo. Saverio per salvarli, confessa a tutti che è stato lui a consegnare i rivoluzionari a Falez, che li aveva seguiti di nascosto. Enrico convince i propri compagni a risparmiare la vita a Saverio, se lo uccidessero finirebbero per diventare crudeli quanto i nemici contro cui stanno combattendo.
Maria convince Antonia a rinunciare a Falez dato che finalmente Giacomo ha deciso di riconoscerla, andranno a vivere con lui. Però scoprono dall'impresario, il quale è molto arrabbiato, che Giacomo ha lasciato la compagnia accettando di viaggiare in Sudamerica. Non vuole avere più niente a che fare né con Antonia né con Maria, accusando quest'ultima di averlo ingannato non avendogli detto che si era messa nei guai con un omicidio, aggiungendo che Maria gli ha fatto credere di amarlo ancora solo per trarvi un profitto. Maria ammette infatti di non amarlo più ma che almeno lei, a differenza sua che tiene solo a sé stesso, ama le sue figlie e infine si congratula con Alida affermando che lei ha il marito che merita. Davanti all'abbandono del padre, Antonia se la prende amaramente con Maria, la quale le ha trasmesso le sue ambizioni con il solo risultato che Antonia adesso è diventata come sua madre: una fallita.
Domenico, che all'inizio aveva mandato via Maria dalla taverna quando lei si stava riconciliando con Giacomo, la perdona e la riaccoglie. Carolina decide di lasciare Saverio, non solo perché ormai è legata ad Enrico ed è innamorata di lui, ma soprattutto perché non riesce a perdonarlo per aver tradito il giovane scrittore e i suoi compagni condannandoli quasi a morte. Saverio, sconvolto, scopre che Richter aveva sempre saputo che lui e Carolina stavano aiutando Enrico a scappare, era stato proprio Richter a informare Falez che è intervenuto in tempo. Richter umilia Saverio affermando che nessuno può amarlo essendo un eunuco, il ragazzo in uno scatto d'ira, prova ad accoltellarlo ma Falez lo disarma.
Carolina torna alla locanda e vede sua madre triste e affranta, Maria ha capito di essere stata una cattiva madre con Antonia, ma in particolar modo con Carolina e ha ferito le persone che le volevano bene. Inoltre non capisce e non riesce ad accettare la bontà d'animo di Carolina, la quale avrebbe ogni buona ragione per odiare sia lei che Antonia, e invece continua a voler bene a entrambe. Domenico informa Maria e Carolina che Saverio, in virtù del suo tentativo di uccidere Richter, verrà giustiziato.
Maria, Domenico, Carolina, Crescenzi e Enrico vanno all'esecuzione, Carolina in lacrime si mette a cantare l’Ave Maria seguita da tutti i presenti (compreso Giuseppe Verdi che è tra i presenti e rimane incantato dal talento di Carolina) e sentendo quel canto Saverio trova un po' di sollievo. I soldati di Falez esitano a sparare, ma alla fine lo fucilano, il ragazzo sopravvive seppur gravemente ferito, quindi Falez, pistola alla mano, spara a Saverio e lo uccide.
- Altri interpreti: ?
- Ascolti: telespettatori ? – share ?%.

## Va, pensiero
Carolina, con la morte di Saverio, è determinata a spalleggiare e seguire Enrico nella rivolta per liberare Milano dal regime austriaco. Sono necessari i fucili e Carolina è disposta a chiedere a Domenico di consegnarli ai rivoluzionari gratuitamente. Crescenzi, Domenico e Maria tentano di convincere Carolina a rinunciare ai suoi propositi, non vogliono che faccia la fine di Olimpia e Saverio, anche perché Verdi la vuole per il ruolo di Fenena nel Nabucco. Lei però non è disposta a tornare sui propri passi dato che è sicura della sua decisione riguardo al voler stare con Enrico e combattere, anche perché non vuole diventare avida come la madre Maria.
Domenico e Maria tentano allora di raggiungere un compromesso con Enrico: se convincerà Carolina a non fiancheggiarlo nella rivoluzione, gli daranno i fucili senza chiedere soldi in cambio. Enrico rifiuta, adesso che Saverio è morto Carolina vuole vendicarsi, almeno se lotterà insieme a lui Enrico potrà tenerla d'occhio, proteggerla e prendersi cura di lei. Enrico ruba i fucili di Domenico, intanto il proprietario dei terreni delle  Grotte dei Mulini Asciutti informa Carolina che Enrico e gli altri rivoluzionari sono stati uccisi dai militari dopo che li avevano stanati. In realtà ha mentito, Maria lo aveva pagato per raccontare una bugia a Carolina, la quale precipita nella disperazione.
Credendo che Enrico sia morto, Carolina nonostante il dolore, decide di accontentare Maria, si esibirà al Nabucco anche perché Maria ammette che la figlia minore ha molto più talento di quanto ne avesse lei. Antonia, volendo ottenere più visibilità e ammirazione, a sorpresa fa la sua apparizione a un ricevimento dell'alta borghesia milanese dove sono presenti Falez e Maddalena, rendendosi ridicola cantando davanti a tutti Voi che sapete che cosa è amor e Maddalena la invita ad andarsene dandole della sgualdrina, anche perché ora che Falez la sposerà egli non dedicherà più attenzioni ad Antonia. Sentendosi abbandonata dal proprio amante e dalla sua famiglia, Antonia chiede a Crescenzi di aiutarla a riportare alla ribalta la propria carriera, sa di aver fallito sia come sorella che come figlia. La ragazza racconta di come Maria per tanto tempo ha istruito Antonia affinché avesse il successo e infatti le è rimasto solo il canto. Lui però la tratta in malo modo e con risentimento, poiché disgustato dal modo subdolo in cui aveva tentato di sabotare la sorella Carolina, rifiutandosi di darle una mano per il semplice e chiaro motivo che il suo canto non sarà mai puro perché trasmette rabbia e rivalsa anziché amore, a motivare Antonia è solo la brama di potere, l'ambizione e l'avidità di successo.
Antonia chiede allora a Verdi di darle la parte di Fenena e dal momento che Carolina non ha ancora accettalo lui decide di darle una possibilità e dopo aver ascoltato Antonia cantare si rivela soddisfatto, tuttavia quando Antonia scopre che Carolina è la prima scelta, e che ella ha deciso di accettare infine la parte di Fenena, ne rimane sconvolta. Antonia, sempre più oppressa e accecata dall'invidia e senza più punti di riferimento, decide di uccidere Carolina. Si presenta alla locanda fingendo una riconciliazione con lei, tuttavia la provoca velatamente sottolineando che è stata solo Carolina tra le due a soddisfare le aspettative di Maria, anche se Carolina è della convinzione che entrambe potevano coronare le loro ambizioni ma il problema è che Antonia non voleva che il successo lo conquistassero insieme. Antonia fa bere a Carolina l'infuso di mentuccia avvelenata, ma proprio quando la ragazza inizia a sentirsi male, arrivano provvidenzialmente Maria e Domenico e quest'ultimo salva Carolina aiutandola a vomitare mentre Antonia, in preda allo sconforto, scappa sotto gli occhi increduli della madre.
Carolina non riesce a credere che Antonia si sia spinta a tanto dato che sono sorelle e Maria, scioccata, ha capito che purtroppo Antonia è diventata come sua madre. Maria passa la notte con Carolina ad accudirla con affetto intonando la ninna nanna che le cantava da bambina mentre la stringe premurosamente tra le braccia e Carolina le confessa che la ragione per cui ama il canto è perché la fa sentire sua figlia. Antonia, logorata dal senso di colpa per ciò che ha fatto a Carolina, in una vasca da bagno, si taglia le vene, ma Falez la salva in tempo e le impedisce il suicidio portandola a vivere nel proprio palazzo, poiché essendo innamorato di lei, non vuole perderla.
I rivoluzionari combattono contro gli austriaci, Enrico guida l'assalto al palazzo di Falez, quando lo vengono a sapere Carolina, Maria e Domenico vanno lì per salvare Antonia. Le guardie del palazzo vengono uccise, e finalmente Enrico può affrontare Falez a viso aperto smanioso di vendicare Olimpia e Saverio, tuttavia una delle guardie di Falez, che era stato incaricato di proteggere Antonia, si allontana da lei e vedendo Falez in pericolo spara a Enrico ferendolo gravemente. Falez uccide il proprio soldato, colpevole di aver lasciato Antonia senza protezione, la ragazza viene soccorsa dalla madre e dalla sorella che la riportano alla locanda.
Antonia, provata da tutto ciò che ha fatto, non capisce per quale motivo Carolina fosse in pena per lei dopo quello che le ha fatto passare: Carolina le spiega che è diversa da lei, perché contrariamente ad Antonia lei non potrebbe mai concepire l'idea di perdere la propria sorella, infine si abbracciano in lacrime e si riconciliano. Il giorno seguente Carolina con grande gioia e sgomento scopre che l'amato Enrico è ancora vivo e dalle parole del giovane capisce che sua madre l'ha ingannata e tradita ancora una volta. Finalmente Carolina si esibisce al Nabucco trovando la gloria, con Maria, Antonia e Domenico che assistono orgogliosi di lei, ma quando Maria va a trovarla nel camerino, Carolina adirata e ferita, le confessa che ha scoperto del suo imbroglio, sa che Enrico è ancora vivo (è stato operato urgentemente ed è sopravvissuto alla ferita per miracolo) e anche se Maria afferma di averlo fatto per proteggerla, Carolina è della convinzione che abbia agito così solo per la soddisfazione di sentire il pubblico applaudire all'esibizione della figlia. 
Carolina non è certa di voler continuare la sua carriera come cantante, anche se è tentata di farlo sua madre è della convinzione che lei è nata per questo, ma la sua unica certezza è che non vuole più avere Maria nella sua vita e quindi la rinnega come madre perché ciò che desidera è amare, un sentimento che a suo dire Maria non è capace di provare. Crescenzi, fiero della sua allieva, parla con Carolina affermando che è riuscita a renderlo orgoglioso, infine la ragazza si allontana tra il pubblico che la applaude, alza lo sguardo verso la luna e sorride. Maria prova a seguirla, ma Carolina fa perdere le proprie tracce. Probabilmente perché Carolina ha deciso di restare al fianco di Enrico e combattere per la causa della libertà con lui.
- Altri interpreti: ?
- Ascolti: telespettatori ? – share ?%.